# Albert von Beckh
Albert rytíř von Beckh (5. února 1870 – 14. října 1958) byl veterán první světové války a důstojník SS v hodnosti SS-Gruppenführer za druhé světové války. V Reichswehru dosáhl hodnosti Generálmajora. Známý je díky svému působení jako velitel jednotky Freikorps Oberland během úspěšné bitvy u Annabergu.

## Mládí a počátky v armádě
Albert von Beckh se narodil 5. února roku 1870 v bavorském Norimberku jako syn královského bavorského dvorního rady a lékaře Dr. Wilhelma von Beckha a jeho ženy Luise. Nejprve nastoupil na lidovou školu, kde strávil jen tři roky a následně přestoupil na humanitní gymnázium v Norimberku, kde roku 1890 úspěšně maturoval.
Dne 9. srpna nastoupil do císařské armády jako tříroční dobrovolník (Dreijährig-Freiwilliger) a byl zařazen k 14. bavorskému pěšímu pluku (Bayerische Infanterie-Regiment Nr. 14) v Norimberku. Avšak 11. října téhož roku byl povýšen na svobodníka (Gefreiter) a zároveň se stal důstojnickým čekatelem.
U svého pluku zůstal do 1. března následujícího roku, kdy nastoupil na válečnou akademii v Mnichově, kterou dokončil 28. února 1892. Počátkem března téhož roku byl, již jako důstojník v hodnosti Sekondeleutnant (Poručík), odvelen k 19. bavorskému pěšímu pluku (Bayerische Infanterie-Regiment Nr. 19), kde zůstal až do konce ledna roku 1894; tehdy byl převelen zpět ke svému domovskému 14. pěšímu pluku, kde zůstává až do počátku října roku 1896.
Jeho dalším služebním postem se stalo falcké město Špýr, kam byl odvelen k 2. bavorskému ženijnímu praporu (Bayerische Pionier-Bataillon Nr. 2). Zde poznal svou první ženu Lilly Röll (narozena 28. listopadu, 1874), kterou si vzal 29. září roku 1898. Později si s ní však rozvedl a vzal si za ženu Grete Bertram.
K 30. září byl převelen zpět do Norimberku k 14. pěšímu pluku, kde byl 20. srpna roku 1908 již jako kapitán jmenován velitelem 8. roty.

## První světová válka
S vypuknutím první světové války byl von Beckh se svojí rotou odvelen na západní frontu, kde byl 5. září roku 1914 těžce raněn u francouzského města Épinal. Ze svých zranění se léčil až do počátku prosince, kdy byl na krátkou chvíli zařazen k záložnímu praporu 14. pěšího pluku. Během rekonvalescence byl povýšen do hodnosti Major.
Po zotavení byl jmenován velitelem bavorského 9. polního pěšího praporu (Feld-Infanterie-Bataillon Nr. 9), později přejmenovaného na III. prapor z 23. bavorského záložního pěšího pluku (Bayerische Reserve-Infanterie-Regiment Nr. 23). S touto jednotkou se účastnil těžkých bojů v Haliči, za něž byl následně v červnu roku 1915 vyznamenán velitelským křížem bavorského vojenského řádu Maxe Josefa.
Během dubna a května roku 1916 byl převelen do německého zázemí a v alsaském městě Eguisheim vedl výcvikový kurz pro velitele roty u 8. bavorské záložní divize (Bayerische Reserve-Division Nr. 8). Ke konci září se stal dočasným velitelem 23. bavorského záložního pěšího pluku (Bayerische Reserve-Infanterie-Regiment Nr. 23).
Ke konci září přišel nový velitel pluku a von Beckh byl jmenován velitelem III. praporu u téhož pluku; počátkem prosince byl opět vážně raněn a to do předloktí, ramena a kolena. Ze svých zranění se léčil až do počátku března následujícího roku, kdy se vrátil zpět k III. praporu jako jeho velitel.
Von Beckh vystřídal do léta roku 1917 ještě několik postů jako dočasný velitel pluků (19., 22. a 23. bavorský záložní pěší pluk) a následně působil u těchto pluků jako instruktor pěchoty. Vrátil se zpět do velení III. praporu a v srpnu téhož roku se stal velitelem 23. bavorského záložního pěšího pluku (Bayerische Reserve-Infanterie-Regiment Nr. 23); na této pozici zůstal až do konce války.

## Poválečné období a počátky u SS
V lednu roku 1919 je na krátkou chvíli přidělen ke štábu 19. bavorského pěšího pluku (19. bayerischen Infanterie-Regiments “König Viktor Emmanuel III. von Italien”) a po nuceném rozpuštění armády se stal velitelem jednotky Freikorps Oberland s kterým se účastnil bitvy u Annabergu, kde úspěšně porazil polské jednotky.
Poté, co byla jeho jednotka Freikorps převedena do Reichswehru, se von Beckh v hodnosti Oberst (Plukovník) stal velitelem 48. pěšího pluku Reichswehru (Reichswehr-Infanterie-Regiments 48) a posléze i velitelem 47. pěšího pluku Reichswehru (Reichswehr-Infanterie-Regiments 47) ze 24. brigády Reichswehru (Reichswehr-Brigade 24).
V říjnu roku 1922 se stal velitelem 21. pěšího pluku (Infanterie-Regiment 21) ze 11. brigády (Reichswehr-Brigade 11).
Jeho posledním služebním postem v armádě byla pozice velitele vojenské posádky v Mnichově, kterou zastával od 1. srpna roku 1925. V dubnu roku 1926 byl povýšen do hodnosti Generálmajor. Pozici v Mnichově zastával až do konce ledna roku 1927, kdy byl poslán do penze.

## Shrnutí vojenské kariéry

### Data povýšení
- Dreijährig-Freiwilliger – 9. srpen, 1890
- Fahnenjunker-Gefreiter – 11. říjen, 1890
- Fahnenjunker-Unteroffizier – 24. listopad, 1890
- Fähnrich – 1. březen, 1891
- Sekondeleutnant – 5. březen, 1892
- Oberleutnant – 19. září, 1900
- Hauptmann – 23. červen, 1907
- Major – 10. září, 1914
- Oberstleutnant – 1. červen, 1920
- Oberst – 28. září, 1921
- Generalmajor – 1. duben, 1926
- SS-Mann – 20. duben, 1937
- SS-Standartenführer – 20. duben, 1937
- SS-Oberführer – 12. září, 1937
- SS-Brigadeführer – 12. srpen, 1940
- SS-Gruppenführer – 1. prosinec, 1942

### Významná vyznamenání
- Velitelský kříž bavorského vojenského řádu Maxe Josefa – 10. červen, 1915
- Královský pruský domácí řád Hohenzollernů s meči – 7. listopad, 1916
- Pruský železný kříž I. třídy (1. sv. válka)
- Pruský železný kříž II. třídy (1. sv. válka)
- Válečný záslužný kříž II. třídy bez mečů
- Bavorský vojenský záslužný řád III. třídy s meči (1. sv. válka)
- Odznak za zranění ve stříbře (1. sv. válka)
- Medaile korunního prince Rupprechta ve stříbře (1. sv. válka)
- Medaile Prince regenta Luitpolda (1. sv. válka)
- Rakouský vojenský záslužný kříž III. třídy s válečnou dekorací (1. sv. válka)
- Maďarský válečný pamětní kříž (1. sv. válka)
- Bavorské služební vyznamenání II. třídy (1. sv. válka)
- Meklenburský vojenský záslužný kříž II. třídy (1. sv. válka)
- Švédský řád mečů I. třídy (1. sv. válka)
- Civilní odznak SS
- Kříž cti – 1934
- Čestná dýka Reichsführera-SS
- Čestný prsten SS